# GUITARHYTHM FOREVER Vol.2
『GUITARHYTHM FOREVER Vol.2』（ギタリズム・フォーエヴァー ヴォリューム・ツー）は、日本のミュージシャンである布袋寅泰のベスト・アルバムである。
1995年2月17日に東芝EMI／イーストワールドよりリリースされた。
その後、2000年12月13日にデジタルリマスタリングされ、アストロノーツスターより再リリースされた。

## 解説
1988年から1994年にかけて展開した「GUITARHYTHM」シリーズのベストアルバム。
同時発売のVol.1と対になっており、Vol.2にはバラード系の曲が収録されている。 
ジャケットは、布袋本人がコレクションしているサルバドール・ダリの天使のブロンズ像である。

## 収録曲
| #         | タイトル                           | 作詞                        | 作曲      | 編曲                 | 時間  |
| --------- | ---------------------------------- | --------------------------- | --------- | -------------------- | ----- |
| 1.        | 「さらば青春の光 (ALBUM VERSION)」 | 布袋寅泰                    | 布袋寅泰  | 布袋寅泰             | 5:05  |
| 2.        | 「LONELY★WILD (SINGLE VERSION)」   | 布袋寅泰                    | 布袋寅泰  | 布袋寅泰             | 5:03  |
| 3.        | 「SLOW MOTION」                    | 森雪之丞                    | 布袋寅泰  | 布袋寅泰             | 5:41  |
| 4.        | 「薔薇と雨」                       | 布袋寅泰                    | 布袋寅泰  | 布袋寅泰、SIMON HALE | 3:32  |
| 5.        | 「DANCING WITH THE MOONLIGHT」     | ハービー山口、Lenny Zakatek | 布袋寅泰  | 布袋寅泰             | 5:21  |
| 6.        | 「ANGEL WALTZ」                    | 森雪之丞                    | 布袋寅泰  | 布袋寅泰、門倉聡     | 3:31  |
| 7.        | 「気まぐれ天使」                   | 布袋寅泰                    | 布袋寅泰  | 布袋寅泰             | 5:30  |
| 8.        | 「YOU」                            | 布袋寅泰                    | 布袋寅泰  | 布袋寅泰             | 6:18  |
| 9.        | 「FLY INTO YOUR DREAM」            | 布袋寅泰                    | 布袋寅泰  | 布袋寅泰             | 6:02  |
| 10.       | 「ESCAPE (ALBUM MIX)」             | 布袋寅泰                    | 布袋寅泰  | 布袋寅泰             | 4:28  |
| 11.       | 「GUITAR LOVES YOU」               |                             | 布袋寅泰  | 布袋寅泰             | 3:28  |
| 12.       | 「WILD LOVE」                      | 布袋寅泰                    | 布袋寅泰  | 布袋寅泰             | 5:19  |
| 合計時間: | 合計時間:                          | 合計時間:                   | 合計時間: | 合計時間:            | 59:19 |

### 曲解説
1. さらば青春の光 (ALBUM VERSION)
6thシングル。4thアルバム『GUITARHYTHM IV』収録のアルバム・バージョンでの収録
2. LONELY★WILD (SINGLE VERSION)
5thシングル。シングル・バージョンではアルバム初収録。
3. SLOW MOTION
2ndアルバム『GUITARHYTHM II』収録曲。
4. 薔薇と雨
4thアルバム『GUITARHYTHM IV』収録曲。8thシングルとしてリカットされているが、本作に収録されているのはアルバム収録のアレンジ。
5. DANCING WITH THE MOONLIGHT
1stアルバム『GUITARHYTHM』収録曲。イギリス限定の1stシングルとしてリカットされているが、本作に収録されているのはアルバム収録のアレンジ。
6. ANGEL WALTZ
2ndアルバム『GUITARHYTHM II』収録曲。
7. 気まぐれ天使
4thアルバム『GUITARHYTHM IV』収録曲。
8. YOU
2ndアルバム『GUITARHYTHM II』収録曲及び4thシングル。
9. FLY INTO YOUR DREAM
2ndシングル『GUITARHYTHM II』収録曲。
10. ESCAPE (ALBUM MIX)
7thシングル「サレンダー」のカップリング曲。4thアルバム『GUITARHYTHM IV』収録のリミックス・バージョンでの収録。
11. GUITAR LOVES YOU
2ndアルバム『GUITARHYTHM II』収録曲。前作と併せて唯一のインストゥルメンタル。
12. WILD LOVE
3rdアルバム『GUITARHYTHM III』収録曲。

## 参加ミュージシャン
- 布袋寅泰 - ギター（1-5,7-12曲目）
- 成田忍 - ギター（1,7,8,10,12曲目）、コーラス（12曲目）
- 椎野恭一 - ドラムス（1,7,10,12曲目）
- 山木秀夫 - ドラムス（3,6,8,9曲目）
- 浅田孟 - ベース（1,2,7,8,10,12曲目）
- クマ原田 - ベース（5曲目）
- PANDIT DINESH - パーカッション（5曲目）
- 小森茂生 - キーボード（1,7,10,12曲目）
- ホッピー神山 - キーボード（5曲目）
- 門倉聡 - ピアノ、キーボード（6,9曲目）
- 西本明 - ピアノ、キーボード（8曲目）
- ANDY McKAY - ソプラノ&テナーサックス（3曲目）
- 梅﨑俊春 - コンピュータ（2,12曲目）
- 藤井丈司 - コンピュータ（3,5,6,8,9曲目）
- JACQUELINE ROBINSON - コーラス（5曲目）
- DIANA WRIGHT - コーラス（5曲目）
- LENNY ZAKATEK -　コーラス（8曲目）
- JEFF PATTERSON - コーラス（8,10曲目）
- DAWN KNIGHT - コーラス（10曲目）
- GUITARHYTHM STRINGS（4曲目）
  - GAVIN WRIGHT - リーダー
  - SIMON HALE - 指揮者